# Anua fumida
Anua fumida är en fjärilsart som beskrevs av George Francis Hampson 1913. Anua fumida ingår i släktet Anua och familjen nattflyn. Inga underarter finns listade i Catalogue of Life.